# Salicornia rubra
Salicornia rubra là loài thực vật có hoa thuộc họ Dền. Loài này được A. Nelson miêu tả khoa học đầu tiên năm 1899.